# 國立宜蘭高級中學
國立宜蘭高級中學，位於臺灣宜蘭縣宜蘭市市區西南側，簡稱宜蘭高中、宜蘭中學、宜中，舊稱宜蘭省中、省宜中、省立宜中，前身為日治時期「臺北州立宜蘭中學校」。
西元1968年，停止招收初中部後更名「臺灣省立宜蘭高級中學」，西元2000年2月1日，精省後改隸屬教育部，更名為「國立宜蘭高級中學」並使用迄今。學校代表色為白色。

## 校史
宜中的校史概分為「台北州立宜蘭中學校」時代（日治時期）、「臺灣省立宜蘭中學」時代（省立完全中學時期）、「臺灣省立宜蘭高級中學」時代（省立高級中學時期）及「國立宜蘭高級中學」時代（國立高中時期）。

### 日治時期

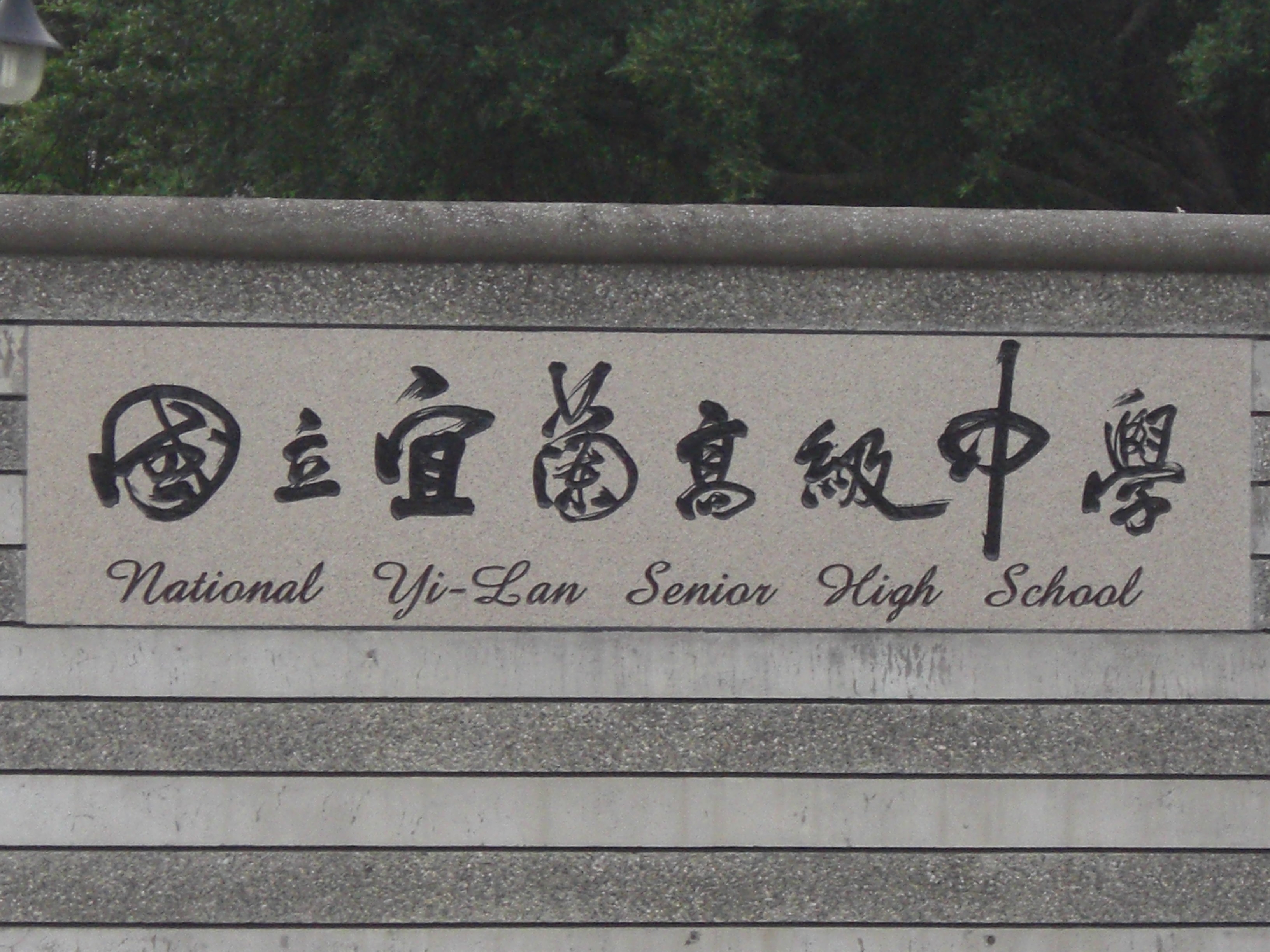
校門校名標示牌

昭和13年（西元1938年），蘭陽高等女學校設立，宜蘭林姓追遠堂鑑於宜蘭地區無中學，欲設立「私立蘭陽中學校」或「長林中學」，花費5萬元於金六結購置校地，爾後台北州會答覆，由於宜蘭無中學校，必須設為官立，接受日本裁編，方可設立，林姓追遠堂遂將地捐予台北州會，當時台北州廳就中學設於宜蘭地區三郡進行公開表決，最終結果為宜蘭郡135人，羅東郡90人，蘇澳郡45人，判定宜蘭中學校設立于宜蘭街。
昭和16年（西元1941年）2月16日，由宜蘭士紳、財團法人林姓追遠堂等人擬成立「宜蘭中學校」于金六結，將申請成立書遞至台北州會審核。
昭和17年（西元1942年）4月1日，改隸台北州廳管轄，宜蘭高中前身「臺北州立宜蘭中學校」正式成立，為當時臺灣官立15所舊制中學校之一，由臺中州立第二中學校教諭五島陽空先生擔任初代學校長，宜蘭中學校為宜蘭地區繼「宜蘭農林學校」及蘭陽高女之後的第三所中等學校，也是宜蘭第一所普通中學，當時被宜蘭士紳耆老簡稱「珍子滿力的高女、巽門的中學」，第一屆入學試驗設考場於宜蘭農林學校武德殿，報考者約786人，約360人為宜蘭地區（在當時指宜蘭郡、羅東郡、蘇澳郡）以外的學生，其餘為宜蘭地區本地學生，當時中學校一學期學費約42日圓整（當時一般教職員薪水約70日圓）。
昭和17年（西元1942年）4月30日舉行第一屆入學式，共錄取100人左右，創校初期借用臺北州立宜蘭尋常小學校（今宜蘭縣立光復國小）校舍上課，當時主要招收日本籍學生，日臺比例為9:1，修業年限為4年。
日治時期聘任15名教師，聘任大倉英太郎、田中忠一、柳沼重德、高畠又市、田澁和、河井為海擔任初代教諭，囑託由台北州立蘭陽高等女學校（今蘭陽女中）、宜蘭農林學校（今國立宜蘭大學）教諭及臨聘教諭村田武男（宜農）、吉田次郎（宜農轉任宜中）、織田永生（蘭女）、高梨榮作（蘭女、宜農）、那須精明（宜農）、落合彥二（宜農）兼任。
昭和19年（西元1944年），因校舍遭受太平洋戰爭火災燒毀，遷至「宜蘭區署」上課。
昭和20年（西元1945年），第一期學生畢業。

### 省立完全中學時期
中華民國接管臺灣後，於1945年12月改名為「臺灣省立宜蘭中學」，為當時宜蘭地區境內唯二的省立高中（當時宜蘭地區省中僅有宜蘭中學及蘭陽女子中學），由陳保宗先生接收該校及蘭陽女中共同治理，改為3-3制，招收初中（現稱國中）、高中學生，並商借國校校舍上課。
1946年，省派第二任校長李祖壽接任。
1947年3月發生二二八事件，許多師生被警總帶走，包含當時的國文教員趙桐等人（於宜蘭運動公園的二二八受難紀念廣場有詳細記載）。同年8月，完全遣送日籍學生，於復興路現址建平房教室，並訂定省立校歌、校徽與校訓。
1949年，宜蘭中學教員談開誠因涉入「省工委案」，與基隆中學教員等四人而遭公開處決，是為宜蘭地區白色恐怖之始。
1952年，商借宜蘭高商初中部校舍上課及設立籌備處。
1955年，以「忠孝仁愛信義和平」制排序班級單位。

### 省立高中時期
1970年7月，停辦初中部，同年8月改名為「臺灣省立宜蘭高級中學」，專辦高中部，以「數字排序法」做為班級排序。
1974年首創「改過遷善，註銷不良操行記錄辦法」，經教育部核准通令全國各校實施。
1986年1月，科學館蓋製天文台及購入高倍率的天文望遠鏡讓當時師生看到哈雷彗星，更促成了宜中天文社的成立。
1989年與蘭陽女中合辦首次的「宜中蘭女一起跑」聯合運動會。
1990年3月，宜中學生十多名集結北上聲討老國代，響應由初中部校友鄭南榕之死而發動的野百合學運。
1990年6月，由於宜中十多名學生參加學運的影響，成立了「學生自治會」，由校內導師會議半數通過，為宜蘭地區乃至全國的第一個高中學生組織。

### 國立高中時期
2000年2月改制為國立並變更校名為「國立宜蘭高級中學」。
2012年4月，歡度宜中創校70周年校慶，日治時期英語教師大澤哲夫之子大澤睦雄蒞校參訪，並出版了『宜中校園故事』、『雨悸詩刊』、『風雅青春』等書，陸續出版宜中校園生物圖鑑、校慶專刊。
2013年，被國立臺北教育大學及教育部認證為「實驗課程種子學校」及北區美術教育基地。
2015年7月7日，由宜中及蘭陽女中等校教師及學生組成的「宜蘭縣反課綱微調高校行動聯盟」聲援反課綱微調，初次向位於宜中校內的教育部組織「課務與發展工作圈」及舉辦於宜蘭高中科學館內的東區公聽會反抗未果，北上至教育部陳情。
2016年1月，與宜大及縣內6所國私立高中職（蘭陽女中、羅東高中、慧燈中學、中道中學、宜蘭高商、羅東高工）簽訂「學術合作備忘錄」，增進宜蘭大學的在地化及各校各科的學術交流。
2017年12月，加入「社區高中就近入學獎勵方案」，成為宜蘭地區社區高中就近入學化推動的一員。
2018年1月，宜中校方坦述升旗週期為兩個禮拜一次，表示暫時不跟進以新竹高中為首之廢除升旗制度。
2019年起，宜中配合教育部「校園社區化改造空間-高中職青少年樂活空間」，進行校園樂活空間改造，目前為宜蘭地區樂活空間高中職示範學校。
2019年2月，與羅東高中、『財團法人宜學教育基金會』攜手，以羅東高中為場地，開辦高中多元選修學分課程，針對職涯與108學年新課綱做細部討論。
2019年9月，受到性別平等思潮影響，宜中校方宣布經過自治會及師生學校會議表決，於下學年度廢除自1945年以來實施的制服繡名制，為全國繼台師大附中之後的經表決廢除的第二所高校。
國立宜蘭高級中學配合教育部高中職社區化及均質化的施行，吸引學生就近入學，使宜蘭縣成為少數達成教育部社區高中均值化達成度最高的縣市之一。

### 歷任校長
宜中是日治時代太平洋戰爭中期成立的學校，因當時二次世界大戰戰火蔓延，日本時代的文獻留下極為珍貴。一至五屆的校友皆為臺灣與日本籍人士混合，並由留下日本時代的校旗、帽子、校徽、校歌、腰牌及徽章。
台北州立宜蘭中學校（1941年－1945年）
| 任別   | 姓名     | 任期                        | 備註                                           |
| ------ | -------- | --------------------------- | ---------------------------------------------- |
| 第一任 | 五島陽空 | 1941年2月15日—1945年8月15日 | 日本人，創校首任，原台中二中教諭、學校長轉任。 |

臺灣省立宜蘭中學（1945年－1967年）
| 任別   | 姓名   | 任期                |
| ------ | ------ | ------------------- |
| 第一任 | 陳保宗 | 1945年8月—1946年7月 |
| 第二任 | 李祖壽 | 1946年8月—1949年7月 |
| 第三任 | 趙仰雄 | 1949年8月—1955年7月 |
| 第四任 | 溫麟   | 1955年8月—1956年8月 |
| 第五任 | 魏景嶷 | 1956年9月—1968年7月 |

臺灣省立宜蘭高級中學（1968年－2000年）
| 任別   | 姓名   | 任期                |
| ------ | ------ | ------------------- |
| 第一任 | 陳永康 | 1968年8月—1975年2月 |
| 第二任 | 袁福洪 | 1975年3月—1982年7月 |
| 第三任 | 楊壽喬 | 1982年8月—1986年1月 |
| 第四任 | 廖俊一 | 1986年2月—1991年1月 |
| 第五任 | 連明信 | 1991年2月—1993年1月 |
| 第六任 | 羅富山 | 1993年2月—1998年7月 |
| 第七任 | 李有賢 | 1998年8月—2006年7月 |

國立宜蘭高級中學(2000年8月－）
| 任別   | 姓名   | 任期                |
| ------ | ------ | ------------------- |
| 第一任 | 李有賢 | 1998年8月—2006年7月 |
| 第二任 | 吳清鏞 | 2006年8月—2011年7月 |
| 第三任 | 王垠   | 2011年8月—2019年7月 |
| 第四任 | 張以方 | 2019年8月—          |

## 校訓、校徽與校花

### 校訓

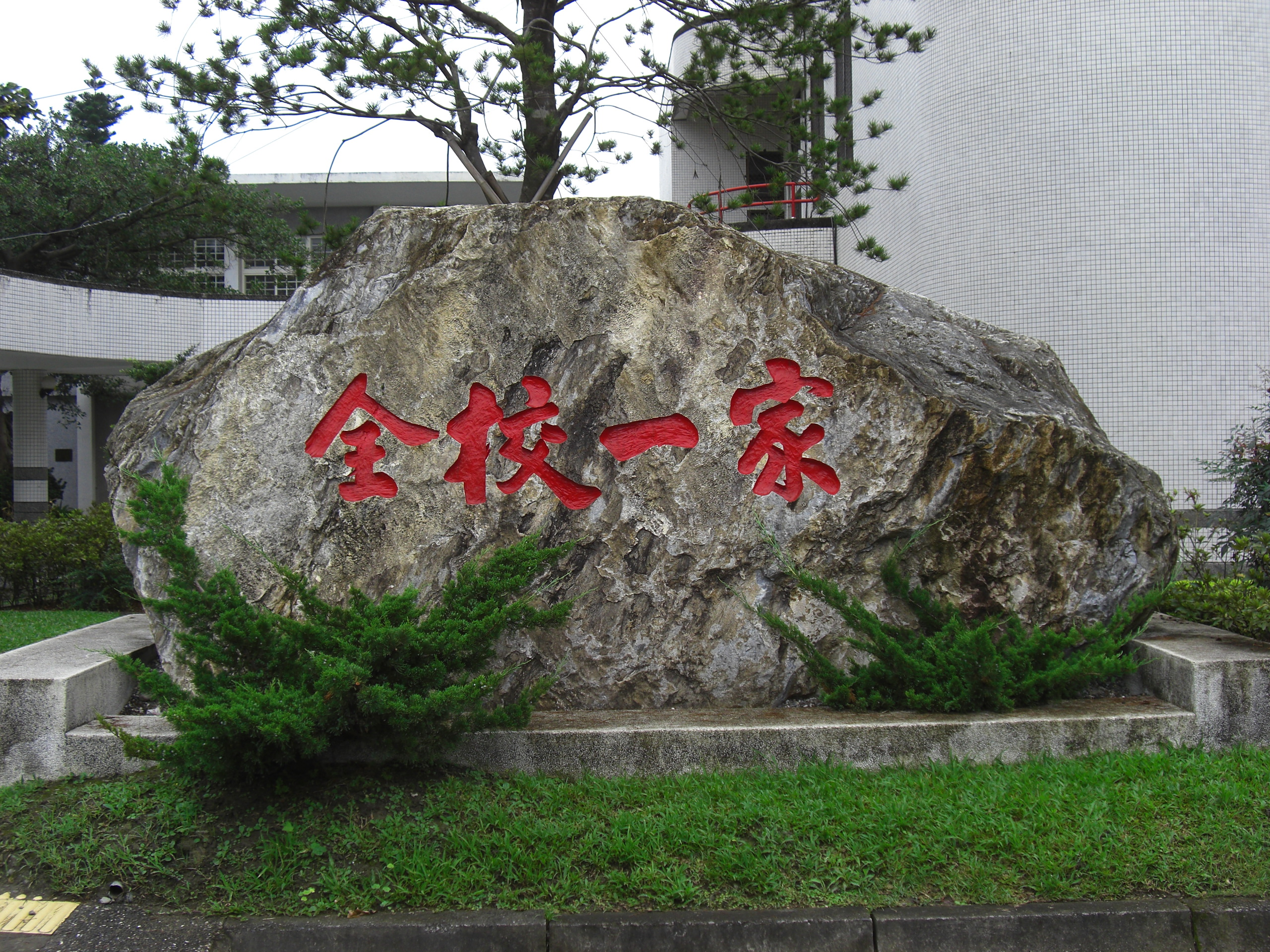
校園內刻有校訓的石頭

省立宜中後的校訓是「全校一家」。

### 校徽
宜中校徽經歷三次變革：日本時代、省立中學、及國立宜蘭高中時代，一般外界對宜中校徽的印象，為省立時期的校徽，它也是宜中揚名全東部及全國的代表校徽形式
目前校徽版本由陳弘毅老師設計。
省立時期樣式為一倒三角，紀念宜中日治時期的校徽樣式，下面藍色的水，代表宜中人期許自己知識如海一樣的廣闊，藍色有著理科人的冷靜，翅膀代表宜中的學生能夠展翅高飛，胸懷大志，「省立宜中」的「省立」二字在倒三角的上頭，「宜中」則在翅膀的中間
宜中日本時代的校徽是藍底上繡大白色「中字」，並在中字左右兩邊各繡白色兩長槓及正倒三角，並在右下方繡上「宜蘭中学校」字樣。（註：日治時期的中學校校旗及校帽僅能繡兩槓，代表中學校，三槓高代表高等學校，一槓帝大代表帝國大學）
2012年，宜中歡度70周年校慶，紀念徽章推出具有校訓『全校一家』意義的屋瓦造型，將宜中的英文代稱YLSH和宜中校花梅花設計進屋瓦裡，成為代表宜中創校70年的校徽形式。

### 校花
宜蘭高中的校花是象徵梅花樓的梅花，象徵其崇高雅尚、寒地自開，具美學意涵為宜中精神代表之一。

## 環境
宜蘭高中校地有7.9234公頃，主要的建築物有臨風樓、懷山樓、謙學樓、圖書館、人文館、科學館、生活科技館、音樂館及溫室等教學建築。其中一部分是宜蘭縣文化資產。

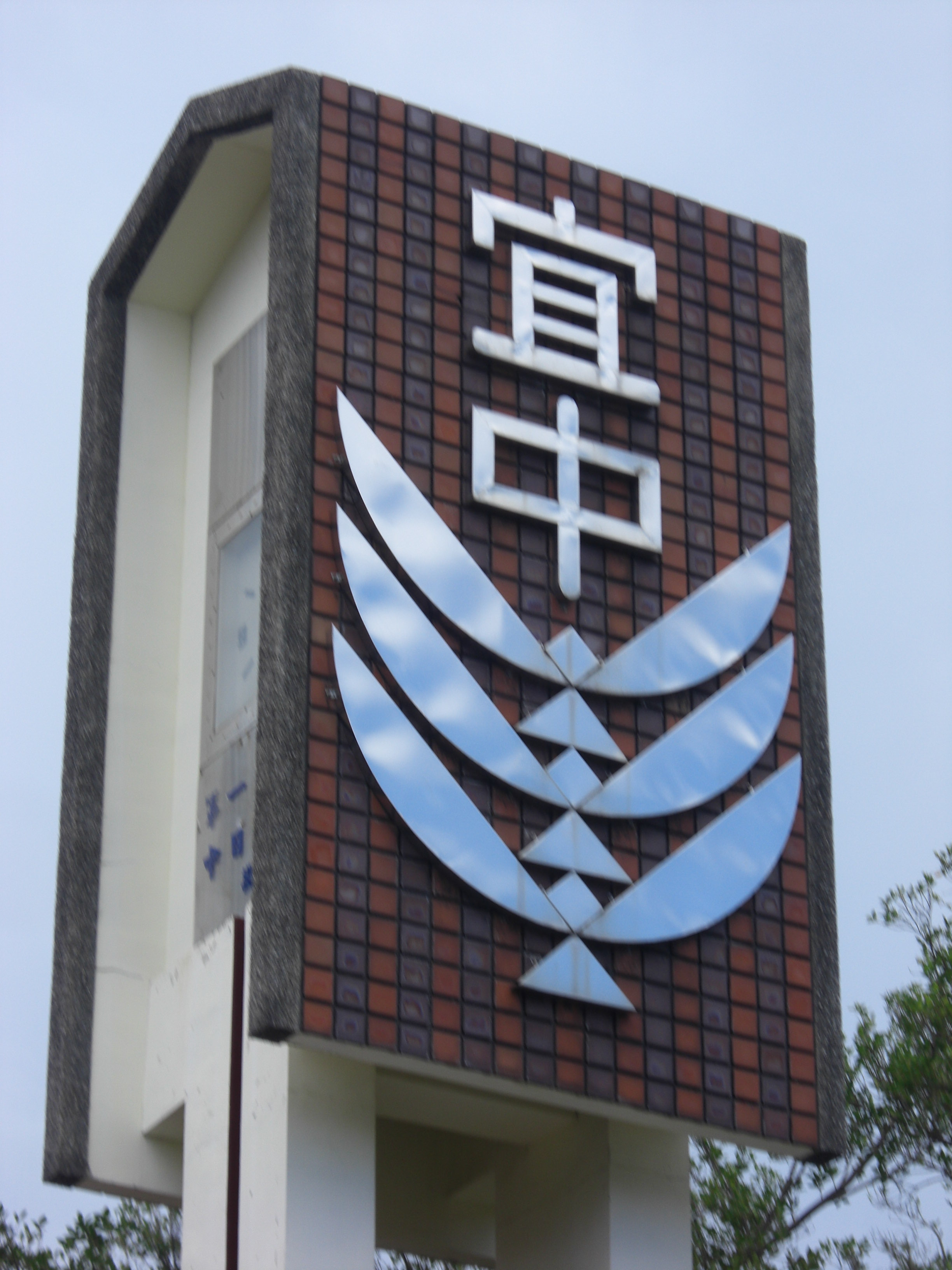
宜中牌坊

### 宜蘭縣文化資產
- 宜蘭中學校木造校舍（舊宜蘭小學校校址，1941-1945年，91年3月核定宜蘭縣文化資產）
- 舊圖書館（校史館，1962年，107年9月核定宜蘭縣文化資產）
- 育德堂（舊禮堂，1965年，107年11月20日核定宜蘭縣文化資產）[17]
- 雪隧文史館（2008年）

## 特殊班別

### 語文實驗班
為各年級第1班，已於102學年度停辦。為響應課程學習的多元化，達到適性適才的教學，宜蘭高中在92學年度年起開始招收語文實驗班，結合中研院及各大學的學術資源，提供語文、人文、社會科學等相關課程，以期能培育更多蘭陽地區有潛力、全方位的人才，但後期由於報考人數少，已於2013年停止實驗計畫。

### 雙語實驗班
國家為落實2030年雙語國家政策，鼓勵各地區高中院校向教育部申請成立雙語實驗班。蘭陽地區三所高中皆向教育部申請，宜中已於2021年4月23日奉教育部令成立，為宜蘭縣第二間成立的雙語實驗班（蘭陽女中為第一所)，招生員額為30名。109學年度招收高一新生，為各年級第1班。

### 科學實驗班
成立於2006年，原為第5班，後固定為各年級第8班，為宜蘭縣唯一開辦科學資優專長的學校，招考形式比照科學班模式，每週六會於學校的科學館或至中央研究院做專題研究報告，並進行實驗課程，近年來也與數資班輩出宜蘭或者東部地區科學奧林匹亞國手，被稱為宜中數理化兩大主力班級，2020年一度改為科學探究實驗班，表明該實驗班著重於科學探究。
2021年以後將改組為部定實驗科學班，已於2020年12月30日向教育部申請通過，尋求距離宜蘭最近的研究型大學國立臺灣師範大學、國立臺灣大學以及區域大學國立宜蘭大學合作審核招考，將成為全國第11個科學班，也是東部及宜蘭地區第1個，盼能改善蘭陽地區及做為提升東部科學風氣的推手之一。

### 女生班
為各年級第12班，宜蘭高中每年招收一班女生班，希望培養對數理有興趣的同學。絕大多數女同學在高二分類組時選擇自然類組。招收女生班的緣由是希望提供宜中的優質教學資源，讓宜蘭地區對數理有興趣的女生也能獲得良好的學習環境。

### 數理資優班
為各年級第13班，宜蘭高中於西元1989年奉教育部令設立數理資優班，為宜蘭縣第一間成立資優班的學校，也為縣內唯一學生經由教育部鑑輔會鑑定之數資班，其主旨在於培養宜蘭頂尖的數理科人才。自九十一學年度起改採取甄選管道入學，每屆招收30名學生（男女兼收）。會考成績揭曉後，符合相關規定的學生，均可報考第二階段數理資優班非學科測驗，經教育部鑑輔會鑑定後，最多錄取30名成班。
數理資優班除普通班課程外，另增設專題選修課程，每週二小時，上課三學期（高一下、高二上及高二下），以充實學生加速、加廣及加深的學習。師資則由校內教師擔任，課程內容含數學、生物、物理、化學、地科及資訊。近年來學校定期爲同學舉辦專題演講，聘請大學教授到校演說科學新知，以增廣師生們的見聞。

### 體育班
為各年級第14班，田徑校隊、足球校隊以及籃球校隊皆有多項優秀競賽表現，早期還曾招收拔河校隊，也是宜蘭縣擁有體育資優班的國立高中，創立於1986年，為宜蘭縣最早成立的特殊才藝及體育專長資優班，師資大多為該校畢業的國手，傳承意味濃厚。

### 美術班
為各年級第15班，108學年度高一調整至第11班，宜蘭高中美術班於1999年開始籌設，2000年成立宜蘭縣目前唯一一所國立高中美術班。學生是以甄選方式招考，每年招收30名（男女兼收）。師資方面有美術專任教師4位、兼任教師1位，分別擔任素描、水彩、水墨、書法及電腦繪圖的課程。
每年八、九月，高二學長姐分別爲學弟妹舉辦迎新，作經驗傳承。校慶時會就大地彩繪、服裝造形設計或校園建築物妝點新衣等大型活動項目擇一舉辦。每年教師節（9月28日）舉辦「吾畫吾師」活動，邀請全校師生共同歡慶教師節。不定期舉辦校外參觀，包括各藝術大學或設有美術相關科系的學校，以及各種藝文展覽活動。

## 學生團體

### 學生自治會
成立於1990年，成立迄今已逾三十。1990年6月8日經導師會議通過組織章程，為宜蘭縣乃至全國高中職第一個以「學生會」體制運行的學生自治組織，現依據《高級中等教育法》第53條設立。成立之初經歷動勘條款未廢除的時代，第一屆正副會長是77級的曾文亮與陳耀文同學。
學生自治會置會長、副會長各一名，由全校同學直選產生。每年四月底五月初開始接受候選人的參選申請並貼出選舉公告，五月至六月間進行政見發表會及投票。任期自該年八月一日至隔年七月三十日止。每年的校慶、運動會等活動，及學校公共建設、學生申訴，均得由此管道向學校提出或爭取。而學生自治會亦下設多個行政部門，維持日常會務運作。
自治會為曾經參加過全國性學生運動的官方組織，諸如該校第3屆自治會由於響應該校初中部49級校友鄭南榕自焚身亡影響，曾召集數十名同學赴中山堂參加野百合學運，第26屆曾經率領學生參加太陽花運動以及第27屆曾經與蘭陽女中學生聯合會及教師群參與反高中課綱微調運動。

### 學生議會
2006年成立，由各班選出一名學生議員組成，每年改選一次，由學生議員間互相推選議長、副議長各一人，另設有秘書組處理日常事務。學生議會主要監督學生自治會的運作及經費審議，並成立選舉委員會負責學生自治會會長副會長選舉，是為宜中學生發聲、反映意見的組織。

### 社團
此章節收錄曾在國立宜蘭高級中學活動的社團，內容並非實時更新。
- 海洋研究社
- 生物研究社
- 自然科學研究社
- 資訊研究社
- 文藝社(停止運作)
- 法律研究社
- 傳統文化研究社
- IBEC雙語國際創業社
- 宜中創客家
- 管樂社
- 國樂社
- 吉他社
- 熱音社
- 晴宜大傳社
- 知行康輔社
- 咖啡研究社
- Free time桌遊社
- 電影欣賞社
- 卡拉卡拉社(停止運作)
- 街文社
- 動漫社
- 羽球社
- 桌球社
- 排球社
- 籃球社
- 足球社

## 校服

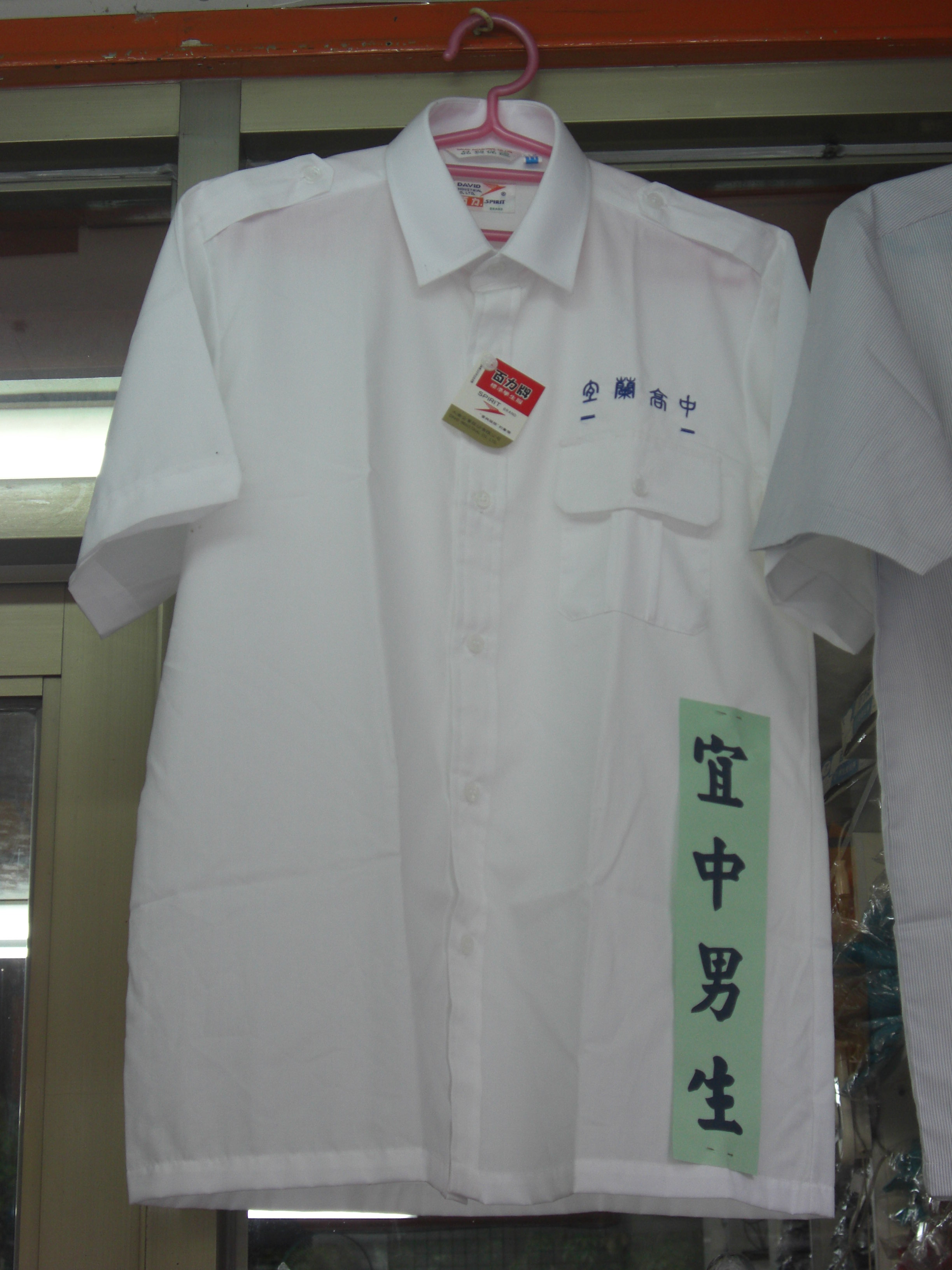
男生夏季制服

日本時代宜中的制服，與大多日本舊制中學校一樣，穿著黑襯金扣的服漾，配戴腰排（木製學生證），戴上有「中」字的黑帽子。
省立宜中時期的制服，為卡其色制服及圓盤帽搭配，據校友游錫堃（48級初中部）口述，當時初中部制服上繡有「省立宜中」，學號為4碼，學號在制服右側，高中部也繡「省立宜中」，學號亦為4碼，學號在制服左側，不同的是，高中部的領口兩邊皆有「宜中」黑扣，且名字刻在金屬版（初中部繡在布上），旁邊的槓代表年級別。
自民國七十七學年度起，改成現款樣式，共同點是制服上皆有隸書刻劃的「宜蘭高中」字樣。
夏季男生為白短襯衫、黑長褲(早期為藏藍色)，女生為粉紅短襯衫及灰色裙子。冬季男生為白長襯衫、黑長褲(早期為藏藍色)，女生為粉紅長襯衫及灰色長褲。運動服夏季為藍白襯短運動服、短黑色藍邊運動褲，冬季為白色上衣及水藍色長褲。另有水藍色外套、灰色外套及米色毛衣，其冬季外套為灰色，在宜蘭地區各校而有「老鼠皮」之戲稱(在票選新校服時,由各班代表票選,據參加的班代表透露,在票選外套時,內定就是灰色棒球外套式樣)。
民國一百零四學年以後，宜中運動服另出便服為新樣式，以全粉紅色為底色，上寫「我愛宜中」字樣當作運動服便服新樣式，目前一零四年以前及以後即皆可穿著。
民國一百零六學年以後，因應冬季寒冷，宜中另出了新版帽T，以紅色為底色，上有YLSH字樣，可說是冬季版 【我愛宜中】。
民國一百零八年，經107學年第3次校務會議決議，自一百零八學年廢除自1945年以來實施的制服繡名制，為全台灣繼國立臺灣師範大學附屬高級中學之後，第二所經全校表決廢除校服繡名的學校，亦為宜蘭縣第一所。

## 活動

### 宜中路跑運動
宜中路跑運動為宜中創校以來之傳統，原為台灣日治時期宜蘭中學校學生為躲避太平洋戰爭之互相傳達訊息的方式，傳至今日竟演變成一項傳統，近代宜中路跑運動可追溯至民國75年（1986年），由擔任前羅高校長的宜中校長楊壽喬先生榮退前起頭，帶領宜中學生跑步自宜蘭縣宜蘭市擺厘路至宜蘭縣員山鄉七賢村的路程，奠定宜中路跑路程的基礎。1989年更與蘭陽女中共同舉辦首屆「宜中蘭女一起跑」的行動，目前宜中一學年共辦兩次路跑，分別於10月和4月舉行，以宜中跑路卡紀錄排名和完成進度，且學生每年會裝扮成不同造型的形式路跑，算是宜中的一大盛事之一。

### 主題式講座實作科學課程計畫
創於2007年，為宜中官方舉辦的科學營，曾受國科會（今科技部）高瞻計畫經費補助，共有數學、物理、化學、生物等四個領域實作，宜中素以理工科學培訓為主要傳統，因此校方舉辦一系列的實作科學與講座開放予宜蘭縣內各國民中學及高級中學學生參與報名，報名時間為每年10月上旬，活動於每年11月中旬開始。

## 出版
- 宜中人：為民國97年以前宜蘭高中官方早期刊物的別稱，由宜青社及愛校人士、全校師生所投稿，為「宜中青年」的前身刊物，現為「校友」發行刊物的封面。
- 宜中科學人：為宜蘭高中地下所推行的理工科學刊物，校方不外傳，裡面記載著學校所研究出來的專題成果以及新知
- 風雅青春：為民國100年紀念宜中70周年校慶所發行的官方紀念刊物
- 雨悸詩刊、宜中校園故事：為紀念宜中70年校慶所寫的詩篇集及宜中校園與附近社區的記憶故事。
- 宜中青年：自民國98年後宜中發行的官方校刊別稱，封面由美術班學生設計票選，內文由宜青社規劃撰寫。
- 幸為宜中人：為民國70年宜中校慶40週年時，已故校友前宜蘭縣長、前立委及前法務部長陳定南先生於擔任縣長任內寫給宜中校方的短篇回憶錄，當時還刊登在聯合報的徵文小框上，原稿現保存於校史館內，裡頭寫的「宜中洪福」，估計寫的是感謝當時的校長袁福洪先生。
- 心有宜中即是家：為民國100年為紀念宜中成立70週年紀念刊物及詩篇，為校訓「全校一家」的改寫版，目前在校網頁上跑馬燈仍看得到
- 從宜中出發：為民國105年宜中校方贈予傑出校友的主題刊物，上有印著第一屆傑出校友的頭貼浮水印。
- 宜中會刊：民國62年起由原「台北州立宜蘭中學校」時期的台日籍校友群發行的非官方期刊，裡面記載了宜蘭中學校時期所發生的回憶錄及校友的聯絡電話，一般而言就是「校友會」（日語：同窓会（どうそうかい））的書刊。

## 組織

### 宜中童軍運動
宜蘭縣的童軍運動，始於1947年，當時省立宜蘭中學教官施覺民獲中央政府任命為童軍訓練員，開始推展童軍運動。宜蘭高中始為宜蘭童軍運動之濫觴，民國39年：宜蘭脫離臺北縣改制後，宜蘭高中、蘭陽女中、宜蘭農校（宜蘭大學前身）、羅東初中（羅東中學前身）等登記為中國童子軍宜蘭縣第1至4團，分別由施覺民、徐玉英、劉俊民、黃圳源擔任團長，4人被譽為宜蘭童軍教育先驅者。宜蘭高中由施覺民教官向宜蘭縣童軍會正式登記為宜蘭縣第二團，直至今年民國99年已有60年一甲子的發展歷程。宜蘭縣童軍會1965年於武荖坑營區舉行第一期童子軍木章基本訓練，之後縣內各級學校紛紛成立童軍團，此校發展童軍運動已多年，定名為「行雲」，並以高中行義童軍階段為主要訓練發展目標，秉持以童軍運動之原理原則方式對團內夥伴進行訓練。如今童軍團已無人管理，不論正式社團或地下運作皆無。

### 足球隊
宜中足球隊在98學年度跟100學年度拿下高中足球聯賽的全國冠軍。

### 籃球隊
宜蘭高中籃球隊是HBL（高中籃球聯賽）甲組的球隊，吉祥物是「獨角獸(Unicorn) 」。
83學年度，宜中第一次打進前八強，拿到第七名的成績。此後，宜蘭高中籃球隊便是高中籃球聯賽甲組八強的常客。在籃球人才容易流失的東部而言，能有此成績實屬不易。
90學年度，在「宜中四劍客」高天騏、林志隆、王男桂、陳國維帶頭衝鋒下，宜中奪下隊史最佳的第四名。其中高天騏是該年的助攻王和人氣王，後來還參與偶像劇《MVP情人》的演出。
102學年度，宜中再度打進八強，八強賽最終一役，以86:91敗松山高中，無緣進入四強。但鎮中以控衛賴廷恩為首，搭配周暐宸、林蔚、林昶宏、許偉倫、何延序、莫文祥（八強無出賽）、張廷諺、龐語謙、陳品安、簡銘君、林承緯，打出精彩的比賽。年度最終名次為第七名，賴廷恩為當年度之抄截王。
103、104學年度，雖然宜中通過預賽晉級12強，仍在外卡戰67:109輸給南山高中和73:82敗給青年高中。
108學年度，宜中外卡第一輪靠著防守以59:42擊敗陽明工商，不過今天碰到東泰高中雖然第三結束追到10分差，但第四節無法把差距在進一步縮小以65：78落敗，也是宜中第一次無法打進預賽。
109學年度，宜中外卡第一輪與屏東高中雙方打得膠著最終以72：77敗給屏東高中，也是宜中第二次無法打進預賽。
110學年度，宜中資格賽三戰全勝以分組第一直接外卡第二輪與第二年挑戰甲級彰化成功上半場打得膠著，關鍵在第三節宜中靠著他們防守打出24：6單節早早定勝負，最終以76：57擊敗彰化成功，也是宜中繼107學年度再度拿到預賽門票，與松山高中、光復高中、三重商工分在B組，不過今天與三重商工雖然開賽取得領先，不過被三重商工追進甚至第四節一度落後，隨後追平比數進入延長，所幸延長賽宜中穩陣腳終場以81：78險勝，也是宜中繼106學年度再次重返12強複賽，仍在外卡戰第一節決定勝負，雖然後三節幾度把差距縮小，但無法有效追近最終以55：76輸給同樣首度晉級12強也是收成年的錦和高中結束賽季。
111學年度，宜中資格三戰兩勝以分組第二直接外卡第一輪與北科附工交手，上半場分數拉開，在第三節宜中持續把分差拉開，最終以86：49晉級明年對后綜高中，靠著第二節17比7攻勢，雖然在第三節后綜持續把分差追進，仍以68：57晉級連續兩年拿到預賽門票，宜中預賽關鍵戰役再與花蓮體中交手，上半場宜中大多數取得領先，雖然在第四節被花蓮體中追平比數，仍以82：76連續兩年晉級12強複賽門票，外卡戰對戰南湖高中上半場呈現拉鋸，第三節宜蘭高中陷入得分乾旱期奠定勝負，最終以60：70輸給想撿土重來南湖高中結束賽季。
112學年度，宜中資格三戰全勝以分組第一直接外卡第二輪與木柵高工交手，整場宜中持續把分差拉開，最終以57：33連續三年拿到預賽門票，宜中預賽關鍵戰役四度碰與花蓮體中交手，上半場宜中大多數取得領先，雖然在第四節花蓮體中想追近比數，仍以77：66連續三年晉級12強複賽門票，外卡戰對戰三民家商整場呈現拉鋸，兩隊主將上演飆分秀。雖然宜中三年級隊長游又恩，全場攻下25分7籃板，最終仍以85：88落敗結束賽季。

### 排球隊
目前的宜中排球隊成立於2015年，早期排球隊成立於1990年，曾於1991年80學年度及1992年81學年度全國中等學校排球聯賽獲得總亞軍，後由於成員不足進入「休眠」狀態，2015年，在當時的高一學生蘇侯瑞，偕同高二學長游鎮豪，以賴志遠老師擔任教練，重組球隊比賽，成員大多是排球新手，宜中排球隊曾於2018年106年學年度全國中等學校排球聯賽乙級聯賽擊敗強勁對手育達商職，獲得該年度冠軍殊榮，實屬難得，是近三年最看好的一支校隊。

### 棒球隊
宜中棒球隊成立於2015年，獨立於體育班培訓體制之外，與羅東高中、羅東高商、中道中學、羅東高工、蘇澳海事為縣內參加黑豹旗全國高中棒球大賽（2016年首次參賽）的六支隊伍之一，由於分配資源較少、成立時間短，一直無緣晉級三十二強，是仍需成長茁壯的一支隊伍。

### 管樂隊
宜蘭高中管樂社成立於1953年，最初名為「宜蘭中學軍樂隊」，直至1977年，方更名為「宜蘭高中管樂社」並沿用至今；社團在楊勝苑主任與林富添老師的指導及帶領之下，經常在全國比賽中獲得佳績，如民國九十三學年度全國學生音樂比賽管樂合奏B組榮獲優等第四的殊榮。除了負責校內升旗典禮之伴奏外，亦經常擔任縣內各種慶典之司樂演奏。每學年總有多次的成果發表會以及各種暑、寒假營隊，民國一百零六學年度，宜中管樂的銅管五重奏獲得全國第一的殊榮，管樂團整體又重新回到特優行列。

### 國樂隊
宜蘭高中的國樂隊曾多次拿下全國音樂大賽第一名，因此在98學年度開始國樂社辦放置有盧亮輝老師所贈與的「宜中國樂，天下第一」的墨寶吉祥物，宜中國樂原是由15人組成的絲竹樂團，在社團指導老師陸百合老師教導下，每年舉辦狂響曲音樂會更是樂團一大盛事，常與蘭陽女中、宜蘭高商、壯圍國中、復興國中等校舉辦聯合音樂會。

### 拔河隊
92、93學年度獲得全國拔河錦標賽之冠軍，94學年度獲得亞軍。

### 田徑培訓隊
是體育班的隊伍之一，專門栽培鉛球運動、標槍運動以及田賽徑賽為主。曾於西元2013年由李慈雲及蔡仁為兩位同學於第二屆中國南京舉辦的亞洲青年運動會及澳門亞洲城市邀請公開賽奪得標槍和鉛球金牌的佳績，當時為中華隊在此比賽的首面金牌，獲得時任總統馬英九、時任宜蘭縣長林聰賢公開表揚。 此外，2017年辦於宜蘭縣的全運會，已成為校友的蔡和李兩人依舊破縣內大會紀錄勇奪金牌佳績，指導教練為林國強老師。

## 佚事

### 與復國巷的關係
復國巷為距離宜中正門約150公尺的小巷，1949年~1959年間陸陸續續有外省移民搬遷至此，形成標準的眷村，雖與宜中無直接的關聯，但70多年來與宜中共生共榮，與附近民權新路的「岳飛新村」、宜中路、復興路、泰山路等形成了典型的宜中生活圈。
2011年，當時校方以「復國巷傳奇，顧盼一九四九」為主題舉辦徵文比賽，最後以當時一年十一班的楊家瑜同學（100級高中）獲得徵文首獎及公開，他的作品有宜蘭版的大江大海之稱。

### 金門地區戰時疏散地
1958年，八二三砲戰爆發，當時屬於戰地前線的福建省立金門中學學生遭到疏散到台灣本島各省中寄讀的命運，據金中寄讀學生姚榮華、王世欽回憶，當時金中派至宜蘭地區省中宜蘭中學及蘭陽女中安置的男女學生共有60餘人，這批學生絕大多數開啟了宜蘭金門同鄉會的先河。

### 霏雨蘭城
「霏雨蘭城」一詞最早出現於台灣深藍學生聯合論壇中，為東台灣中學聯版中「蘭女宜中版」的雅稱之一，引用於宋代范仲淹的《岳陽樓記》:「若夫霪(ㄧㄣˊ）雨霏霏，連月不開」來形容宜中位於的宜蘭地區為多雨的天氣，再者宜蘭市自古為宜蘭縣縣治的所在地，簡稱為「蘭城」，因此霏雨蘭城後即為宜蘭高中的代稱。

### 林姓追遠堂與宜中
林姓追遠堂為現今財團法人林姓興德會的前身，主要為台灣地區林姓宗親及士紳組成，這其中包括了霧峰林家以及板橋林家等台灣兩大氏族，林姓興德會為一親善興學組織，目前與林姓興德會成立有關的教學機構包括了由台人成立的第一所中學-台中一中、宜蘭高中以及明台高中等三所學校。

### 設置宜蘭「南榕廣場」之傳言
鄭南榕，為台灣第一個因台灣獨立運動而自焚就義之民主鬥士，凡鄭南榕所讀過的母校（宜蘭縣羅東鎮公正國民小學、宜蘭縣立中興國民小學、國立宜蘭高級中學、台北市立建國高級中學、國立成功大學、天主教輔仁大學、國立台灣大學）及出生和成長的地方欲皆有設置「南榕廣場」之構想，這其中包含了鄭南榕所就讀的初中母校宜中，但由於剩餘校地過小等諸多因素而作罷，最終宜蘭縣政府於2016年3月決議將全台第一個「南榕廣場」及「自由之點」設於五結鄉中興文創園區，但宜中校史館內仍保留有關鄭南榕生前的部分史料。

### 永遠的宜中人
畢業於日治時期宜蘭中學校的第2屆（1943年）校友林紹武，為蔣渭水成立之台灣民眾黨宜蘭支派執行委員林火木之孫，在亦是校友的蘭陽博物館歷史研究員及時代力量2018年宜蘭縣議員參選人林正芳（71級校友）的口述提問下，完成了第一本跨及自身與日治宜中的自傳《我的一生》，林年過九旬，本身在宜中擔任教職多年，退休後幾乎每天都會在宜中校園見其身影，待在宜中校園時間超過六十年餘年，被校官方暱稱「永遠的宜中人」

## 附註
1. 1 2 3 4 5  中華民國教育部統計處. .   [2022-02-20]. （原始内容存档于2022-04-05） （中文（臺灣））.
2. ↑  宜蘭縣學校教育；宜蘭縣縣史館編-宜蘭中學校的設立
3. ↑  國家圖書館-台灣日日新報，昭和十七年四月十九日份節錄
4. ↑  宜蘭縣政府，宜蘭縣學校教育 2003年版
5. ↑  臺灣總督府職員錄名錄-地方-台北州-台北州立宜蘭中學校
6. ↑  .   [2017-12-15]. （原始内容存档于2017-12-15）.
7. ↑  .   [2018-05-16]. （原始内容存档于2021-04-14）.
8. ↑  .   [2017-12-14]. （原始内容存档于2017-12-15）.
9. ↑  .   [2017-12-14]. （原始内容存档于2017-12-15）.
10. ↑  .   [2017-12-14]. （原始内容存档于2020-10-31）.
11. ↑  .   [2017-12-15]. （原始内容存档于2017-12-15）.
12. ↑  .   [2018-01-19]. （原始内容存档于2018-01-19）.
13. ↑  
https://tw.mobi.yahoo.com/news/怕騷擾-男制服不繡名-宜中力挺性平-052518882.html
14. ↑  102年教育部資料、天下雜誌，宜蘭高中職社區化高達97%左右
15. ↑  宜蘭市志、宜蘭縣史館記載、臺中二中校友會歷任教師名冊記載
16. ↑  國立宜蘭高級中學. . 國立宜蘭高級中學.   [2024-03-05]. （原始内容存档于2024-03-01）.
17. ↑  .   [2019-08-09]. （原始内容存档于2020-09-19）.
18. ↑  https://news.ltn.com.tw/news/life/paper/1423005
19. ↑  宜中學生自治會 全國首創【宜蘭訊】（民79年6月9日）。中國時報，第14版。
20. ↑  全國首創學生自治會誕生【宜蘭訊】（民79年6月23日）。中國時報，第14版。
21. ↑  .   [2018-05-04]. （原始内容存档于2018-06-13）.
22. ↑  .   [2018-04-04]. （原始内容存档于2020-09-28）.
23. ↑  .   [2018-03-03]. （原始内容存档于2019-06-08）.
24. ↑  .   [2018-07-27]. （原始内容存档于2018-07-28）.

## 外部連結
- 國立宜蘭高級中學全球資訊網（页面存档备份，存于）